# Xinkai Auto Manufacture Corporation

Firmen- und Markenlogo von Xinkai

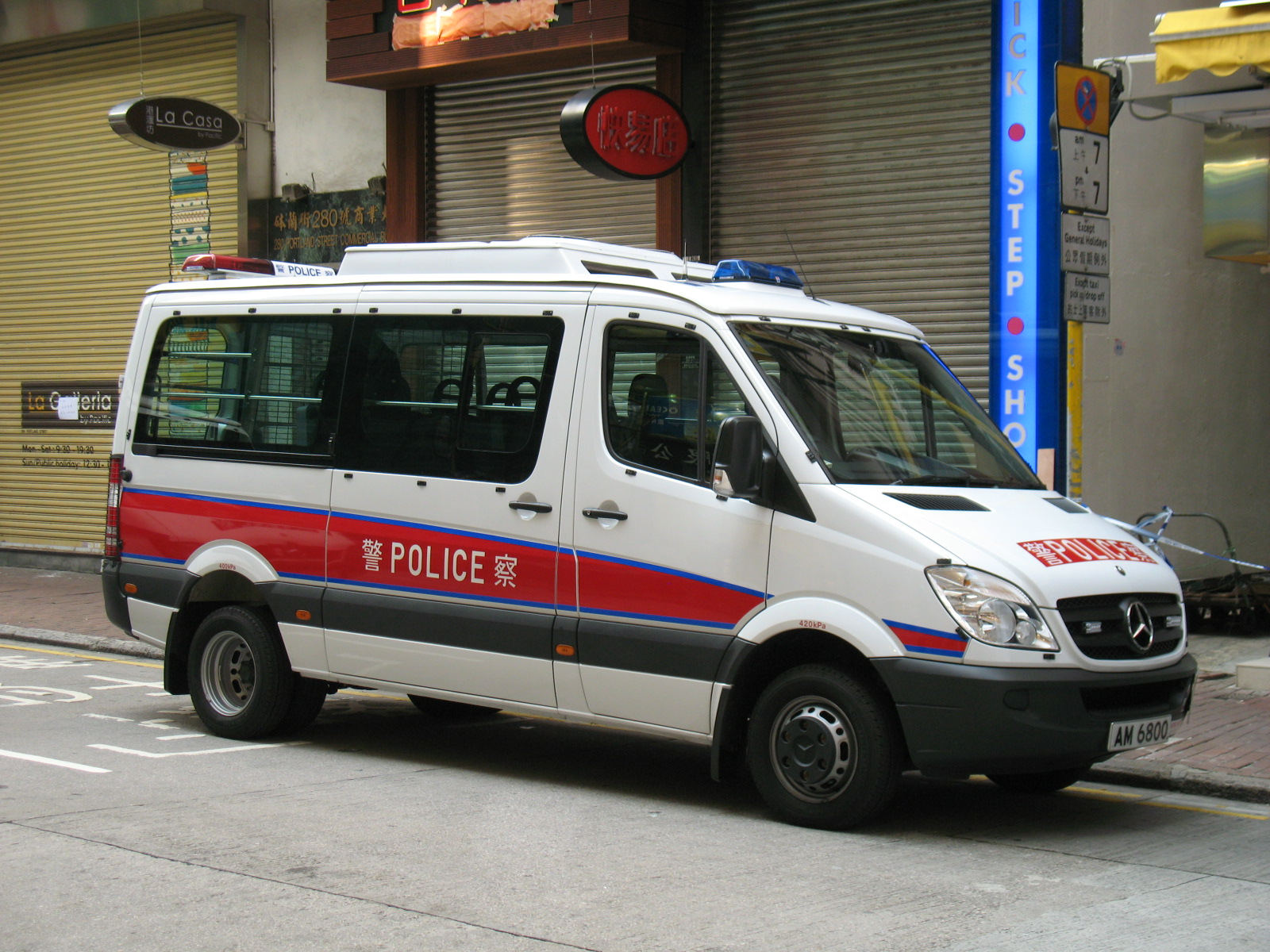
Ein Mercedes-Benz Police Car aus der Produktion der Xinkai Auto in der Sonderverwaltungszone Hongkong

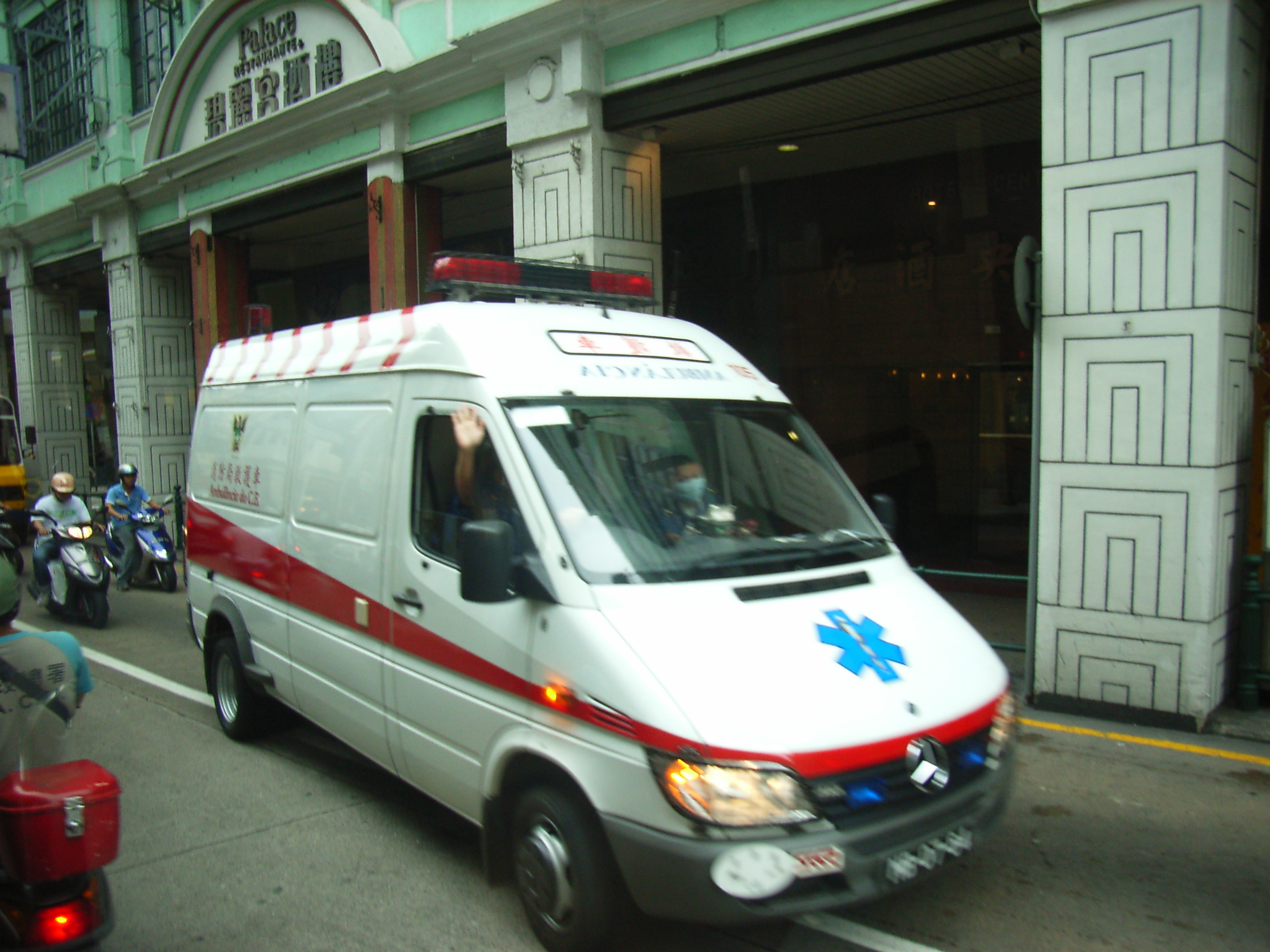
Ein Mercedes-Benz Ambulance aus der Produktion der Xinkai Auto in der Sonderverwaltungszone Macau

Die Xinkai Auto Manufacture Corporation (chinesisch 新凯汽车, Pinyin Xīnkǎi Qì Chē) ist ein Automobil- und Nutzfahrzeughersteller mit Unternehmenshauptsitz in Gaobeidian, China. Die Gründung des Unternehmens geht auf das Jahr 1984 zurück.

## Beschreibung
In den 1980er Jahren stellte das Unternehmen Geländewagen auf Basis des Beijing BJ212 her. 1994 kam die Kopie des Suzuki Alto namens Xinkai HXK 6360 dazu. 2002 begann die Produktion eines Fahrzeugs im Stil des Toyota 3400 und 2004 des SRV, der dem Honda CR-V ähnelt. Bei einer Kapazität von 200.000 Fahrzeugen jährlich ist die Produktion von 33.000 Fahrzeugen im Jahr 2005 und 35.000 im Folgejahr 2006 bekannt.
Der Hersteller hat ein Büro in Gaobeidian und die Produktions- und Montagehalle in Zhuozhou. Seit 2004 ist der Hersteller für Mercedes-Benz tätig und montiert das Mercedes-Benz Commercial Vehicle in der Kleinstadt Tai’an. Die Fahrzeugteile für den Van stellt das Unternehmen selbst her und errichtete dafür eine eigene Fabrikhalle in Qinghe. Das Firmengelände umfasst eine Fläche von 800.000 m². Die jährliche Produktionskapazität liegt bei insgesamt 200.000 Einheiten, davon 40.000 Einheiten der Sprinter-Schwestermodelle (laut Ministerpräsident Kurt Beck), bei einem Personaleinsatz von 2.000 Mitarbeitern. Die Produktionsstraße zum Bau der MB-Fahrzeuge entstammt dem Werk in Düsseldorf.
Mit dieser Produktionskapazität ist das Unternehmen international vertreten und vertreibt seine Fahrzeuge neben dem Heimatland vor allem im Nahen Osten mit Erfolg. Im Jahre 2003 verlieh Zhang Zhentang dem Unternehmen den Hellen Stern, da der Hersteller 10 Jahre lang in Folge das herausragendste Unternehmen der Hebei-Provinz war. Xinkai Auto war zudem auch einer der Versorgungsunternehmen für die Olympischen Spiele 2008 in Peking. Insgesamt stellte das Unternehmen 36 zu Krankentransportwägen umgerüstete Fahrzeuge zur Verfügung.

## Modellübersicht
- Mercedes-Benz Ambulance (梅賽德斯-賓士 救护车)
- Mercedes-Benz Commercial Vehicle (梅賽德斯-賓士 奔驰商务车)
- Mercedes-Benz Police Car (梅賽德斯-賓士 警车)
- Xinkai Century Dragon Extended Version (新凯 世纪蛟龙加长版)
- Xinkai Century Dragon Standard Edition (新凯 世纪蛟龙标准版)
- Xinkai Coach Car (新凯 教练车)
- Xinkai Fashion Star (新凯 时尚之星)
- Xinkai Kai Sheng (新凯 凯胜)
- Xinkai Light Truck (新凯 轻卡)
- Xinkai Rui Teng (新凯 锐腾)
- Xinkai Ruiup (新凯 锐达)
- Xinkai Single Cabine Pick/up (新凯 单排皮卡)
- Xinkai Star City (新凯 都市之星)